# Chibchella acutilobis
Chibchella acutilobis är en insektsart som beskrevs av Piza Jr. 1978. Chibchella acutilobis ingår i släktet Chibchella och familjen vårtbitare. Inga underarter finns listade i Catalogue of Life.